# Ludwik Wąsowicz
Ludwik Wąsowicz herbu Łabędź – podwojewodzi krakowski i stolnik łomżyński w 1669 roku, burgrabia krakowski w latach 1664-1665.
Podpisał pacta conventa Michała Korybuta Wiśniowieckiego w 1669 roku.